# Musée Chakhty du savoir local
Le Musée Chakhty du savoir local est situé dans la ville de Chakhty dans la région de Rostov-sur-le-Don. Le bâtiment du musée est classé un monument architectural de la fin du XIXe siècle (1896). Le musée a été fondé en 1966 et ouvert le 18 mai 1967,.

## Histoire et description
Le musée Chakhty du savoir local se trouve dans la centre ville de Chakhty dans un vieux bâtiment, construit en 1896. Depuis 1896, le bâtiment porte le nom de l'impératrice Alexandra Feodorovna en mémoire de son couronnement avec celui de l'empereur Nicolas II.
Dans la pièce centrale du bâtiment il y a de hauts plafonds en forme de dôme créant une atmosphère d'antiquité dans le musée. Le musée est un grand musée municipal de la région de Rostov. Sa collection principale compte environ 13 000 unités. Le musée contient des anciennes icônes et des photographies, des documents historiques de différentes périodes…. Mais aussi l'académie des Arts de l'URSS a fait don de 200 peintures au musée. Dans le musée il y a des salles thématiques, comme la vieille ville", le "mode de vie mechanski", la "gloire de la bataille de la ville" et la "nature du bord du Don".